# Hilarographa gentinga
Hilarographa gentinga is een vlinder uit de familie bladrollers (Tortricidae). De wetenschappelijke naam van de soort is voor het eerst geldig gepubliceerd in 2009 door Józef Razowski.

## Type
- holotype: "male. 26-28.VII.1989. leg. J.D. & D.J. Bradley & Angoon Kewvanich. genitalia slide no. 31835"
- instituut: BMNH. Londen, Engeland
- typelocatie: "Thailand, Doi Suthep Pui"